# صفحه هند
صفحه هند (انگلیسی: Indian Plate) یکی از صفحه‌های زمین‌ساختی اصلی پوسته زمین در نیم‌کره شرقی است. این صفحه بخشی از ابرقاره قدیمی گوندوآنا بوده که حدود ۱۰۰ میلیون سال پیش از آن جدا شده و به‌سوی شمال حرکت کرده‌است. صفحه هند در برخورد با صفحه استرالیا، صفحه هند–استرالیا را تشکیل داد، ولی مطالعات اخیر نشان داده است که صفحه‌های هند و استرالیا در حدود ۳ میلیون سال پیش از یکدیگر جدا شده‌اند. صفحه هند بخش اعظم آسیای جنوبی و شبه‌قاره هند و بخش‌هایی از حوضه‌های زیرین اقیانوس هند شامل بخش‌هایی از جنوب‌غرب چین و شرق اندونزی را در بر می‌گیرد ولی لداخ و بلوچستان را شامل نمی‌شود.